# Йоган Персон
Карл Йохан Георг Персон (8 травня 1968 , Längbro församlingd, Еребру ) — шведський політик, який очолює Ліберальну партію з 8 квітня 2022 року. 
 
Член парламенту з 2018 року, від лену Еребру, а раніше представляв той же виборчий округ в 1998 — 2015 рр. 

## Біографія

### Раннє життя та кар'єра
Персон народився в Ленгбру у лені Еребру. 
Має ступінь бакалавра права Уппсальського університету. 
Став членом Ліберальної народної партії в 1985 році, перед цим був у лавах Ліберальної молоді Швеції. 
До обрання в парламент у 1998 році Персон працював секретарем суду в районному суді Еребру. 
У 2001 — 2002 роках Персон був партсекретарем Ліберальної народної партії. 

Лідер Лібералів (2022–дотепер)
8 квітня 2022 року Нямко Сабуні склала повноваження голови партії. 
Того ж дня ліберали оголосили, що Персон, як перший заступник голови, стане виконувачем обов'язків лідера партії. 
Він очолив лібералів на парламентських виборах у Швеції 2022 року.

## Особисте життя
Персон живе в Еребру з дружиною та чотирма дітьми. 